# Helma Sick

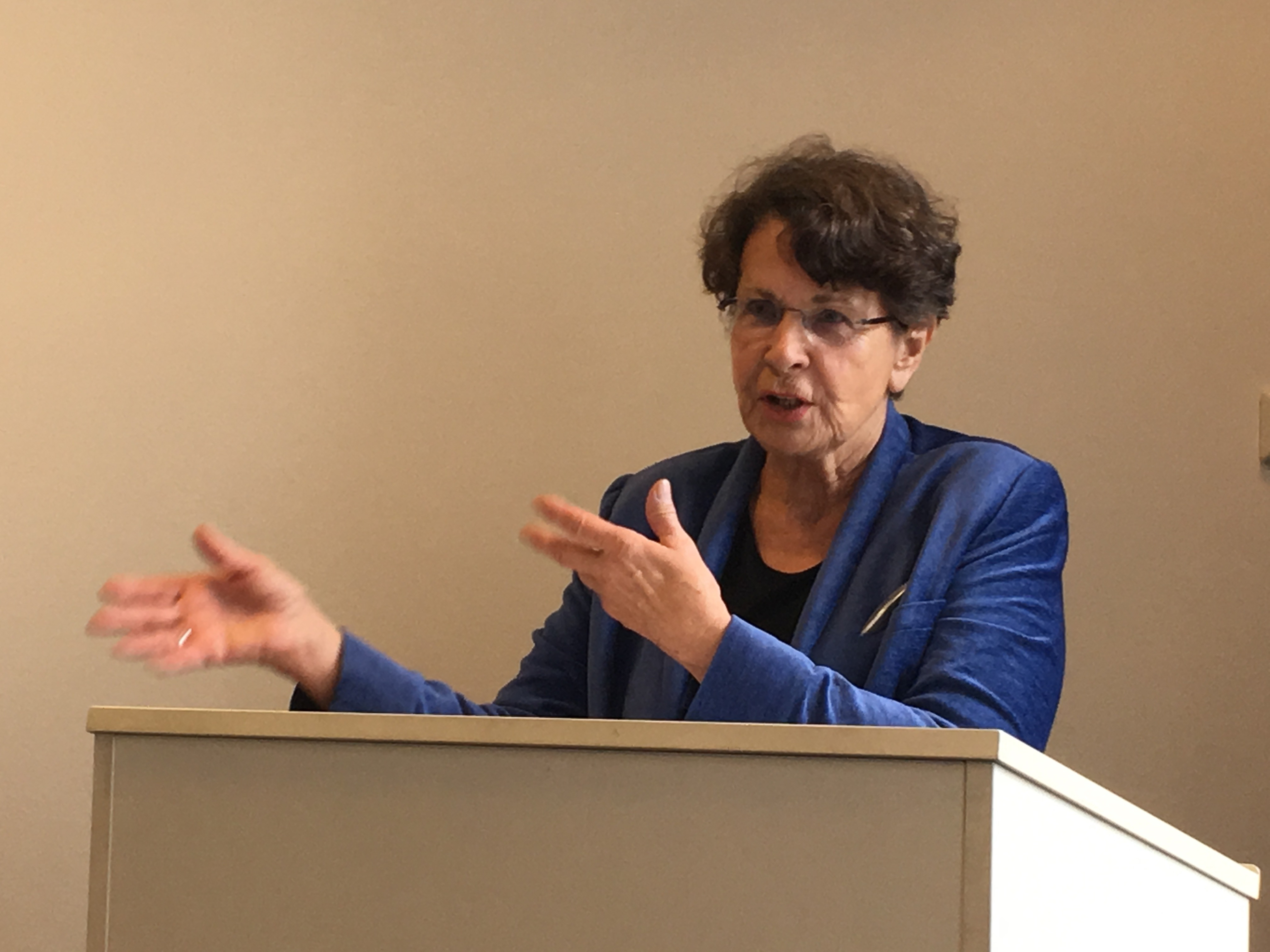
Helma Sick (2019)

Helma Sick, geb. Fritz (* 1941 in Viechtach, Bayerischer Wald) ist eine deutsche Betriebswirtin, Finanzexpertin, Feministin und Sachbuchautorin. Mit Frau & Geld gründete sie 1987 in München ein unabhängiges Finanzberatungsunternehmen, das sich insbesondere auf die Beratung von Frauen spezialisiert hat. Sie gilt als Grande Dame der Finanzberatung. Ende der 1970er-Jahre war Helma Sick die Gründungsmitarbeiterin und fünf Jahre lang Geschäftsführerin des ersten Frauenhauses in München.

## Leben
Helma Sick wuchs in Viechtach, einer Kleinstadt im Bayerischen Wald in der Grenzregion zu Böhmen, mit ihrem acht Jahre älteren Bruder auf. Ihre Mutter entstammte einem Bauernhof und wuchs in ärmlicheren Verhältnissen mit neun Geschwistern auf. Ihr Vater war ein aus bescheidenen bäuerlichen Verhältnissen stammender ehemaliger Lokalredakteur der Viechtacher Zeitung, späterer Geschäftsmann und Besitzer eines Papier- und Schreibwarenladens sowie passionierter Bienenzüchter. Die Eltern heirateten um 1930.
Ihre Kindheit beschreibt Helma Sick als entbehrungsreich, wenig liebevoll und mit Gewalterfahrung. Aufgrund guter schulischer Leistungen hätte sie gerne das Abitur gemacht, was ihre Mutter jedoch für sie als junge Frau strikt ablehnte. Nach der mittleren Reife verließ sie mit 17 Jahren das Elternhaus und suchte sich eine Anstellung als Bürohilfe im Sekretariat eines Musikkonservatoriums in München, kehrte aber, weil sie sich von der Großstadt überfordert fühlte, nach einem Jahr wieder in ihren Heimatort im Bayerischen Wald zurück. Ihr Bruder hatte nach dem Tod des Vaters sowohl das Geschäft geerbt als auch das Elternhaus eingefordert, wodurch Helma Sick um ihren Erbanteil gebracht wurde. Helma Sick war lediglich ein lebenslanges Wohnrecht gewährt worden. Um ihren Lebensunterhalt zu verdienen, hatte sie bei der Regentalbahn eine Arbeit als Sekretärin angenommen. Parallel zu ihrer Anstellung bot sie, um sich finanziell besser zu stellen, in den Wintermonaten in den Wirtshäusern der Region Schreibmaschinenkurse für junge Bäuerinnen und Bauern an.
1970 verließ Helma Sick ihren Heimatort endgültig und zog wieder nach München. Bei der gewerkschaftseigenen Wohnungsbaugesellschaft Neue Heimat arbeitete sie als Sekretärin und wurde bald zu einer der drei Chefsekretärinnen befördert, einige Jahre später zur Vorstandssekretärin. Da sich Helma Sick für Politik interessierte, traf sie 1970 zwei einschneidende Entscheidungen: Sie trat aus der Katholischen Kirche aus und wurde Mitglied der SPD. In jener Zeit bildete sie sich vor allem politisch weiter und bekam Kontakte zur Arbeitsgemeinschaft Sozialdemokratischer Frauen ASF. Dieses Engagement war ein Mosaikstein für ihren späteren Berufsweg. „Ich hatte mein Thema gefunden“, schreibt sie in ihrer Biografie Aufgeben kam nie in Frage. Zusätzlich engagierte sie sich ehrenamtlich in einem Waisenhaus.
Helma Sick war von 1972 bis 2001 mit dem Chemiker Erwin Sick verheiratet, mit dem sie 1982 einen vierjährigen Jungen adoptiert hatte. Heute lebt Helma Sick in einer Residenz für Seniorinnen und Senioren in München.

## Wirken als Finanzexpertin
Nachdem Helma Sick 1977 zufällig von den Planungen eines Frauenhauses für München gehört hatte, wurde sie beim Sozialreferat der Stadt vorstellig und bewarb sich als kaufmännische Geschäftsführerin. Sie kündigte 1977 bei der Neuen Heimat und wurde erste Mitarbeiterin des Modellprojektes in München. Ihr oblagen die ersten Finanzierungskonzepte sowie die laufenden Finanzen, die Verwaltung und Organisation des Hauses, die Personalangelegenheiten sowie die Öffentlichkeitsarbeit. Nach fünfjähriger Tätigkeit verließ sie 1982 das Frauenhaus für eine Elternzeit.
Mit Mitte 40 absolvierte sie während der Elternzeit ein Abendstudium in Betriebswirtschaft an der Bayerischen Verwaltungs- und Wirtschaftsakademie VWA. 1986 begann Helma Sick in einem Finanzvertrieb zu arbeiten und bereitete sich professionell auf ein eigenes Unternehmen vor.
1987 gründete sie das Finanzberatungsunternehmen Frau & Geld, mit dem sie sich auf Geldanlagen und Finanzen von Frauen spezialisierte. Ziel ist es, Frauen zu unterstützen und anzuleiten, über eigenes Geld zu verfügen, um in allen Lebenssituationen ökonomisch unabhängig von anderen Personen ein würdevolles, selbstbestimmtes Leben zu führen. Aus dem Ein-Frau-Unternehmen ist eine Firma mit zehn Mitarbeiterinnen entstanden. Seit 1988 ist sie Mitglied der Arbeitsgemeinschaft FinanzFachFrauen.
Bundesweite Bekanntheit als Finanzexpertin erlangte sie 1992, nachdem die Wochenzeitung Die Zeit ein Porträt über Helma Sick veröffentlicht hatte. Sie ist Vortragsrednerin in Universitäten, Verbänden und Akademien. Seit 1994 hat sie  Sachbücher und Ratgeber zu Finanzthemen verfasst sowie Kolumnen in den Frauenzeitschriften Cosmopolitan, Brigitte und  Brigitte Woman über Frauen, Geld und Finanzen.

## Zitate
„Frauen geben die Verantwortung für ihr Geld leider immer noch gern aus der Hand. Anders als vor 60 Jahren aber völlig freiwillig. Und Männer reagieren häufig gekränkt, wenn Frauen anfangen, ihre Dinge selbst zu regeln.“

„Frauen leben riskant. Je mehr ich mich mit dem Thema Frauen und Geld beschäftigte, desto mehr wurde mir bewusst, dass Frauen ein hohes Risiko eingehen, wenn sie sich ausschließlich auf ihren Mann verlassen, wegen der Kinder jahrelang aus dem Beruf aussteigen. Geht die Ehe schief, sind in der Regel sie die Gelackmeierten.“

## Auszeichnungen
- 2022: Bundesverdienstkreuz

## Werke
- Helma Sick: Frau & Geld. Ein Finanzratgeber. Piper, München 2000, ISBN 978-3-492-23012-4.
- Helma Sick: Wie Frau sich bettet. Wege zum Wohlstand im Alter. Piper, München 2003, ISBN 978-3-492-22864-0.
- Helma Sick: Wenn ich einmal reich wär: Träumen ist gut, planen ist besser. Diana, München 2009, ISBN 3-453-28508-5.
- mit Renate Fritz: Schöne Aussichten: Keine Angst vorm Alter! Wie Frauen finanziell am besten vorsorgen. Diana, München 2010, ISBN 978-3-453-35448-7.
- Helma Sick: Clever anlegen: Der Finanzratgeber für junge Frauen. Diana, München 2012, ISBN 978-3-453-35644-3.
- mit Renate Fritz: Reich in Rente. Wie Frauen am besten vorsorgen. Diana Verlag, München 2014, ISBN 978-3-453-38017-2.
- Helma Sick: Reich für Einsteigerinnen. Der Finanzratgeber für junge Frauen. Diana, München 2014, ISBN 978-3-453-38018-9.
- mit Renate Schmidt: Ein Mann ist keine Altersvorsorge. Warum finanzielle Unabhängigkeit für Frauen so wichtig ist. Kösel, München 2015, ISBN 978-3-466-34594-6.
- Helma Sick: Aufgeben kam nie in Frage. Warum ich dafür kämpfe, dass Frauen ihr eigenes Geld haben. Kösel, München 2018, ISBN 978-3-466-34684-4.